# FireFTP
FireFTP était une extension libre pour Firefox  qui remplaçait un client FTP.
Une fois installé, il était accessible depuis le menu Outils de Firefox.
Il était doté entre autres des fonctionnalités suivantes :
- gestionnaire de compte FTP (à partir de la version 0.90) : Vous pouvez enregistrer vos paramètres de connexion ;
- support des modes actif et passif ;
- support des Proxies (seul SOCKS pose un problème) ;
- FireFTP peut s'ouvrir dans un nouvel onglet ou une nouvelle fenêtre.

Cette extension était distribuée selon les termes de la licence GNU GPL.
Mozilla ayant retiré la prise en charge FTP de son navigateur, FireFTP n'est plus maintenu pour Firefox. Le développeur conseille de passer sur waterfoxproject.org.